# Geoffroy de Pennart
 (mai 2024).
Si vous disposez d'ouvrages ou d'articles de référence ou si vous connaissez des sites web de qualité traitant du thème abordé ici, merci de compléter l'article en donnant les références utiles à sa vérifiabilité et en les liant à la section « Notes et références ».
Geoffroy de Pennart est un auteur-illustrateur de littérature d'enfance et de jeunesse, né en 1951 à Neuilly-sur-Seine.

## Biographie
Diplômé de l’École supérieure d'arts graphiques Penninghen en 1974, il travaille dans la communication d'entreprise. Il est aussi maquettiste et graphiste.

## Œuvre

### Albums
Auteur et illustrateur
- La Galette à l'escampette", Kaléidoscope 2012.
- Le retour de Chapeau rond rouge, Kaléidoscope 2011.
- La princesse, le dragon et le chevalier intrépide, Kaléidoscope, 2011.
- Igor et les trois petits cochons, Kaléidoscope, 2007.
- Le loup, la chèvre et les 7 chevreaux, Kaléidoscope, 2005.
- Chapeau rond rouge, Kaléidoscope, 2004.
- Vèzmô la sorcière, Kaléidoscope, 2002.
- Balthazar !, Kaléidoscope,2001.
- Je suis revenu, Kaléidoscope, 2000.
- Le Noël de Sophie, Kaléidoscope, 2000.
- Sophie la vache musicienne, Kaléidoscope, 1999.
- Le déjeuner des loups, Kaléidoscope, 1998.
- Le Loup sentimental, Kaléidoscope, 1998.
- Boniface et Philibert, Kaléidoscope, 1997.
- Jean Toutou et Marie Pompon, Kaléidoscope, 1996.
- Le Loup est revenu, Kaléidoscope, 1994.
- La reine des abeilles, Kaléidoscope, 1992

Illustrateur
- L'autre de Zaza Pinson, Kaléidoscope, 2006.